# 張雲藻
張雲藻，江苏仪征人，進士出身，清朝官员。張集馨之堂侄。

## 生平
道光十五年（1835年），登進士，改庶吉士。道光二十八年（1848年）九月二十六，由安徽按察使升任廣西布政使。道光二十九年八月十八（1849年10月4日），因病解任。